# Geschichte des Buchdrucks in Braunschweig

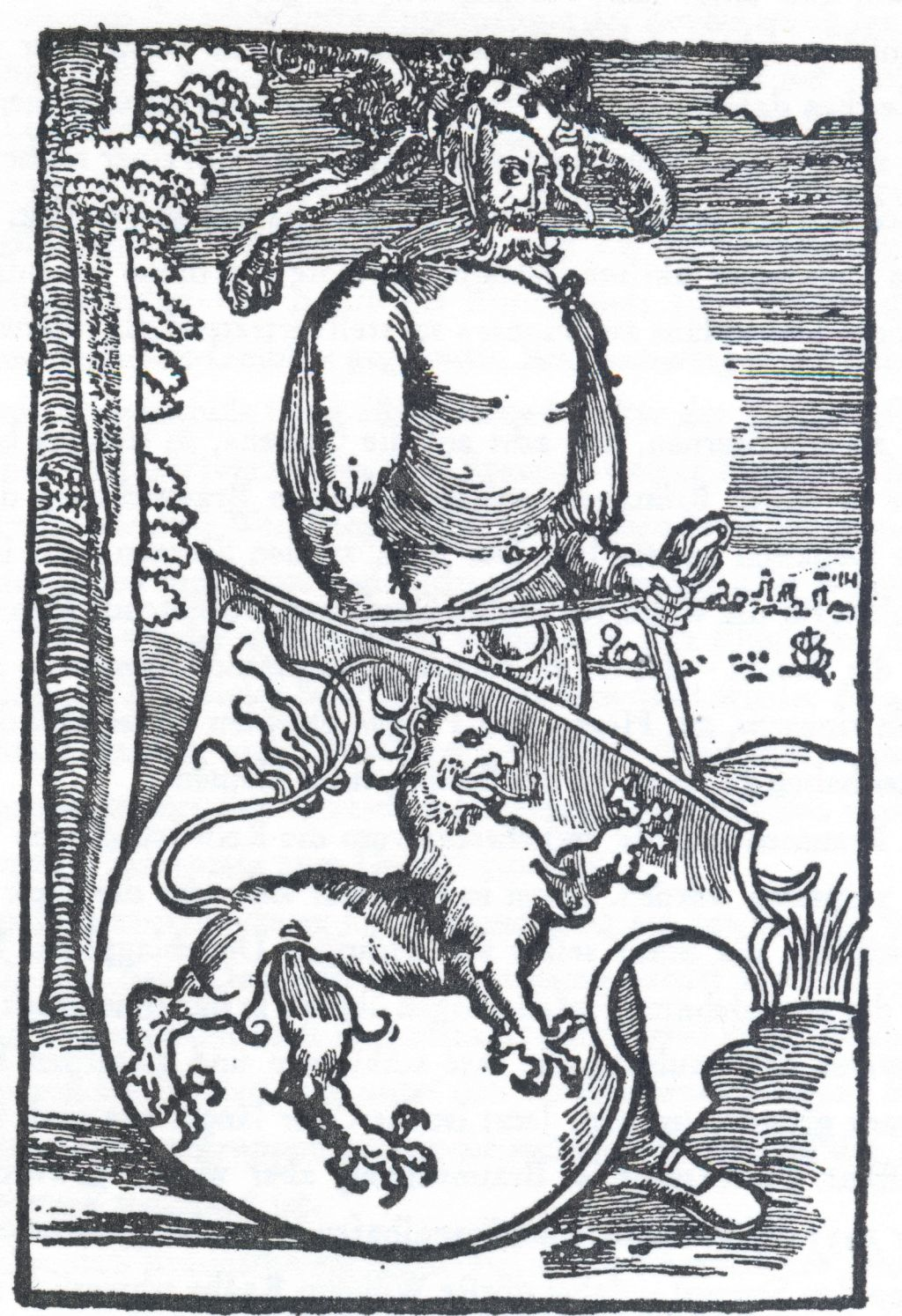
Signet Hans Dorns, des wahrscheinlich ersten Buchdruckers der Stadt aus dem Jahre 1506: Auf dem Schild ist der Braunschweiger Löwe abgebildet.

Die Geschichte des Buchdrucks in Braunschweig geht bis in das frühe 16. Jahrhundert zurück. Als erster Buchdrucker des Stadt Braunschweig gilt Hans Dorn, der bereits um das Jahr 1502 eine Druckerei betrieben haben soll. Um 1883 gab es in der Stadt Braunschweig 16 Buchdrucker, 12 Lithografische Anstalten und 31 Buchhändler. Es wurden 18 Zeitschriften gedruckt und es gab ungefähr 75000 Einwohner.

## Erste Drucke im 16. Jahrhundert
1505 wurde vom Rat der Stadt Hans Dorn der Druck einer Bekanntmachung und eines Sendschreibens übertragen, in denen die durch Kaiser Maximilian erfolgten Begnadung der Stadt mit zwei jährlichen Märkten verkündet wurde. Diese beiden Druckwerke gelten als die ältesten, die in der Stadt gefertigt wurden. Dorn soll bis etwa 1525 in Braunschweig gedruckt haben. Nach ihm wird im Jahr 1539 der Drucker Andreas Goldbeck genannt, der dort anscheinend nicht lange wirkte. Herzog Heinrich der Jüngere erkannte bald den Nutzen der sogenannten Schwarzen Kunst und beschäftigte ab 1539 den Drucker Henning Rüdem in seiner Residenzstadt Wolfenbüttel. Sein Sohn und Nachfolger Herzog Julius ließ im Jahr 1588 in einem Gebäude an der alten Sankt Gertrud-Kapelle eine Druckerei mit einer Druckpresse und mehreren Schriften einrichten. Die Einrichtung hatte sein Vater aus dem Nachlass eines verstorbenen Druckers in Bremen erworben. Hier sollte Jacob Lucius der Jüngere für ihn arbeiten. Die Bürger Braunschweigs vertrieben ihn jedoch aus der Stadt. An seiner Stelle kam nun auf Veranlassung des Rektors der Lateinschule Nicodemus Frischlin im März 1589 Daniel Büring (Byringk; † 1597), der eigentlich Maler und Formschneider war und in der Schöppenstedter Straße bis 1596/1597 eine Druckerei betrieb. Am 28. November 1589 bat Georg Krnder (Buchdrucker und Schriftgießer aus Augsburg) den Rat der Stadt um die Erlaubnis, eine Druckerei zu errichten und zu betreiben. Der Antrag wurde nicht bewilligt.

## Dunckersche Druckerei

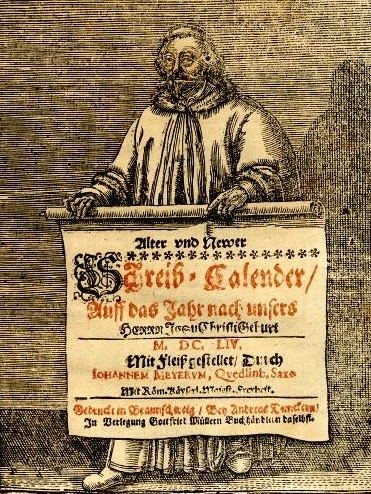
Alter und Newer / Schreib = Calender / Auff das Jahr nach unsers / Herrn JesuChristiGeburt / M. DC. LV. / Mit Fleiß gestellet / Durch / Johannem Meyerum, Quedlinb. Saxo / Mit Röm. Kayserl. Majest. Freyheit. / Gedruckt in Braunschweig / Bey Andreas Dunckern / In Verlegung Gottfried Müllern Buchhändlern daselbst.
Dieser Kalender aus dem Jahre 1655 ist der Vorläufer des späteren Braunschweigischen Kalenders.

Andreas Duncker der Ältere († 1629) erhielt im Jahr 1603 zunächst für drei Jahre das Druckprivileg und wurde als „Rats-Buchdrucker zu Braunschweig“ bezeichnet. Nach Ablauf der Zeit erhielt er 1606 das Bürgerrecht der Stadt und war bis zu seinem Tod als Drucker tätig. Seine wichtigsten Werke waren die Streitschriften des Rates gegen den Herzog (Thesaurus homagialis). Nach ihm führte zunächst sein Schwiegersohn Balthasar Gruber († 1645) und anschließend sein Sohn Andreas Duncker der Jüngere die Druckerei fort, die später unter dem Namen „Andreas Duncker’s Erben“ firmierte. Dunckers Sohn Johann Heinrich Duncker († 1681) führte das Unternehmen ab 1661. Sein Bruder Nikolaus Duncker (1602 – 24. März 1671), der 1628 Kunigunde Voigt (1603 – 15. Januar 1692), die Tochter des Johann Vogt, geheiratet hatte, betrieb eine Druckerei in Goslar. Simon Andreas Duncker (1640 – 10. Juni 1708) kam 1681 nach Braunschweig, um für die 5 minderjährigen Kinder Johann Heinrich Dunckers Vormünder zu bestellen und die Erbschaft zu regeln.
Die Insigne von Johann Heinrich Duncker zeigte eine aus den Wolken herunter gestreckte Hand, die von einer im Feuer liegenden Schlange gebissen wird. Das Motto lautete lateinisch Quis contra nos, was eine Abkürzung von Si Deus Nobiscum, quis contra nos ‚Wenn Gott ist mit uns, wer kann gegen uns sein‘ darstellt.

## Meyersche Druckerei
Im Jahr 1634 gründete Balthasar Gruber eine Druckerei. Er war ein Schwager von Andreas Duncker d. J. und hatte nach dem Tod seines Schwiegervaters Andreas Duncker d. Ä. zunächst dessen Druckerei bis 1637 gepachtet. Seine Witwe führte die Druckerei Gruber bis 1647 fort. Nach ihrer Heirat mit Christoph Friedrich Zilliger übernahm dieser die Leitung des Unternehmens. Nach ihm führte sie zunächst seine Witwe und ab 1708 ihr Sohn, der herzoglich privilegierte Hofbuchdrucker Johann Georg Zilliger (1683–1717), fort. Er erhielt am 21. Mai 1708 das Spezial-Privilegium zum Druck des neuen Braunschweigischen Gesangbuchs und am 20. Juli 1709 wurde ihm das Kalender-Privilegium sowie am 13. April 1714 weitere ehemalige Privilegien seiner Mutter bestätigt. Die Druckerei ging in Konkurs.
Am 9. November 1716 erwarb sie Heinrich Wilhelm Meyer (1657–1722) mit allen Privilegien. Die Druckerei wurde von seinem Sohn Friedrich Wilhelm Meyer (1695–1774) geleitet, der sie 1719, nach seiner Heirat mit Anna Dorothea Häseler, vollends übernahm. 1782, nach dem Tod der Ehefrau, ging sie an den gemeinsamen Sohn Johann Christoph Meyer († 1800), der bis 1781 Faktor der fürstlichen Lotto-Druckerei war. Sein Nachfolger war sein Sohn Johann Heinrich Meyer (19. Oktober 1768 – 1. Januar 1827), der bei Johann Friedrich Gottlieb Unger in Berlin in die Lehre gegangen war. So kam sie schließlich an dessen Sohn den Verleger Johann Heinrich Meyer, der sie von 1827 bis 1837 leitete. Zu Anfang des Jahres 1840 wurde das Meyersche Unternehmen zur Hof-Buchdruckerei ernannt. Nach seinem Tod am 4. November 1863 wurde das Unternehmen zunächst bis 1868 unter Vormundschaft gestellt und anschließend durch Stephan Meyer weitergeführt.

## Waisenhausbuchdruckerei
Im Sommer 1751 ließ Herzog Karl dem Großen Waisenhaus Beatae Mariae Virginis eine herzogliche Buchdruckerei angliedern. Diese wurde mit einem Darlehen von 1000 Talern durch die Berghandlungskasse finanziert und gab am 3. Juli 1751 bereits die erste dort gedruckte Ausgabe der Braunschweigischen Anzeigen heraus. Zum Personal gehörten anfänglich ein Setzer, zwei Drucker und zwei Waisenkinder. Im September des Jahres ordnete der Herzog an, dass von nun an der Druck aller landesherrlichen Verordnungen und ähnlicher herzoglicher Veröffentlichungen in dieser Druckerei angefertigt werden sollten. Zudem sollte dort das Buchstabierbüchlein des Johann Arnold Anton Zwicke hergestellt werden, dessen erste Ausgabe im Dezember 1751 erfolgte und bald an allen Landesschulen im Unterricht eingesetzt wurde. Dies hatte zur Folge, dass 1755 eine dritte Presse angeschafft und 1757 eine Erweiterung der Räumlichkeiten sowie ein weiterer Vorschuss von 1000 Talern notwendig wurde. Zudem hatte das Direktorium des Waisenhauses um die Erlaubnis gebeten, einen zweiten Setzer und je einen dritten Drucker und Waisenhausjungen beschäftigen zu dürfen. Wilhelm Christoph Henning, der bisherige erste Schriftsetzer, wurde zum Faktor ernannt. Er erweiterte die Druckerei und legte geräumige Trockenböden an, doch wurde er 1756 durch Heinrich Rückling (um 1712 – 7. April 1805) ersetzt, der im Jahr 1799 in pensioniert wurde. Andreas Heinrich Wilhelm Jordens (um 1746 – 13. März 1821) nahm seine Stelle ein und bezog im Jahr 1801 den Neubau der Waisenhausbuchdruckerei. Die Besetzung Braunschweigs durch das Königreich Westphalen (Braunschweiger Franzosenzeit) führte zu einem Niedergang der Druckerei, da die bisherigen Aufträge des Herzogshauses fehlten. Nächster Faktor wurde im Herbst 1817 F. A. Holzapfel. Dieser ließ die erste eiserne Presse und 1844 auch eine Schnellpresse anschaffen. Nach seinem Tod 1845 wurde Wilhelm Dehn die Leitung übertragen, von dem sie im Dezember 1866 an seinen Sohn Heinrich Degn überging. Unter Dehns Leitung wurde die Druckerei erweitert und 1875 ein Dampfbetrieb eingerichtet. Um 1890 wurden vier Druckmaschinen und eine Handpresse betrieben. Außer Dehn wurden 1 Korrektor, 21 Setzer, 6 Setzerlehrlinge, 4 Drucker, sowie 4 weibliche und 3 männliche Hilfsarbeiter beschäftigt.

## Friedrich Vieweg und Sohn
Joachim Heinrich Campe hatte im Jahr 1786 die ehemalige Buchhandlung des Waisenhauses erworben. Er gründete und leitete die Braunschweigische Schulbuchhandlung, für die er eine eigene Druckerei gründen wollte. Zu diesem Zweck holte er 1787 Ernst Wilhelm Gottlieb Kircher (1758–1830), der 1783 Friederike Catharine Wilhelmine Duncker geheiratet hatte, aus Goslar nach Braunschweig. Kircher war zunächst nur der Leiter der Druckerei, die in der ehemaligen Burgkaserne eingerichtet wurde. Ab 1790 pachtete er sie auf eigene Rechnung und erwarb sie schließlich am 8. November 1794. Er plante ursprünglich, das Unternehmen nach Goslar zu überführen und seiner dortigen Druckerei einzugliedern. Herzog Karl Wilhelm Ferdinand erhob bei Cempe Einspruch gegen die Abwanderung und forderte, dass dieser Kircher zum Bleiben bewegen sollte. Kircher blieb zunächst in Braunschweig, setzte seinen Bruder Konrad, der in Einbeck erfolglose versucht hatte sich selbständig zu machen, als Verwalter in Goslar ein. Er verkaufte die Druckerei in Braunschweig schließlich zu Pfingsten 1799 an Friedrich Vieweg (11. März 1761 – 25. Dezember 1835), der ein Schwiegersohn Campes war und der 1786 den Vieweg Verlag gegründet hatte. Eine seiner Töchter hatte George Westermann (1810–1879) geheiratet, der 1845 eine Druckerei für seine Verlagsbuchhandlung gründete. Vieweg betrieb bis 1874 auch eine Spielkartenfabrikation.
1825 wurde sein ältester Sohn Eduard Vieweg (1797–1869) Mitinhaber der Schulbuchdruckerei, die fortan auch als „Verlagsbuchhandlung Friedrich Vieweg und Sohn“ bekannt war. Er hatte bereits im Jahr 1822 eine eiserne Presse aus Paris mitgebracht, und war 1823 nach England gereist, wo er das Patent für den Bau der Columbia-Presse erworben hatte. Er ließ nach seiner Rückkehr im Hüttenwerk Zorge mehrere dieser Pressen fertigen und sorgte für deren Verbreitung. Vieweg hatte gemeinsam mit einem seiner Brüder die Domäne Wendhausen gepachtet, wo sie eine eigene Papierfabrik (Gebrüder Vieweg) errichteten. Am 23. August 1831 hatte er die Deutsche National-Zeitung aus Braunschweig und Hannover gegründet, die bis 1840 gedruckt wurde. Von 1848 bis 1866 druckte er die Deutsche Reichs-Zeitung, um dadurch seine eigenen politischen Ansichten zu verbreiten. Viewegs Druckerei betrieb um 1883 14 Schnellpressen und 10 Handpressen. 1869 übernahm sein einziger Sohn Hans Heinrich Rudolf Vieweg (1826–1890) das Unternehmen und nach ihm seine Witwe Helene (geborene Brockhaus) und die gleichnamige Tochter Helene Vieweg, die Bernhard Tepelmann heiratete. Um 1890 wurden 11 einfache, 2 doppelte und eine Tiegeldruckmaschine, 3 Handpressen und 2 Nummeriermaschinen betrieben. Beschäftigt wurden 1 Oberfaktor, 3 Korrektoren, 40 Setzer, 11 Setzerlehrlinge, 1 Oberdrucker, 12 Drucker, 3 Lehrlinge, sowie 16 weibliche und 15 männliche Hilfsarbeiter an den Druckmaschinen. Zusätzlich noch 4 Drucker und ein Lehrling an den Handpressen und 1 Faktor, 5 Gehilfen, ein Lehrling und 4 Hilfsarbeiter in der Gießerei, 5 Personen in der Stereotypie und Galvanoplastik, 1 Faktor, 10 Gehilfen, 5 Lehrlinge in der Holzschneiderei, 2 Buchbinder und 2 Tischler.

## Westermannsche Druckerei

Titelblatt von Westermanns Monatshefte für August 1893

George Westermann (1810–1879), der 1838 in Braunschweig eine Verlagsbuchhandlung gegründet hatte, ließ seine Bücher zunächst von Vieweg, Otto und anderen Druckereien anfertigen. Im April 1845 gründete er mit anfänglich nur wenigen Handpressen eine eigene Druckerei. Schon wenige Wochen später stellte er einige Druckmaschinen auf und da der Verlag um Kartenwerke erweitert worden war, kam eine Kupferdruckerei hinzu, die bis in die 1870er Jahre mit 8 Pressen betrieben wurde. Den teuren Kupferdruck ersetzte er später durch Stein- und Buchdruck, so gab es 14 dampfgetriebene Buchdruck-Schnellpressen. 1856 gründete er unter dem Titel Illustrierte Deutsche Monatshefte die erste Monatsschrift dieser Art in Deutschland. Allein von Henry Langes Neuem Volksschulatlas wurden hier mehr als 2 Millionen Exemplare gedruckt. 1846 wurde eine Stereotypie eingerichtet, um Nachdrucke unterschiedlicher Werke anzufertigen. Der Betrieb wurde durch An-, Erweiterungs und Umbauten vergrößert und die Westermannsche Druckerei galt als eine der schönsten ihrer Art. Nach seinem Tod kam das Unternehmen zunächst in den gemeinschaftlichen Besitz seiner vier Kinder. 1889 wurde
der älteste Sohn Friedrich Westermann (1840–1907) alleiniger Inhaber. Sein Sohn Georg Westermann übernahm nach ihm den Betrieb.

## Französische Buchdruckerei
Herzog Karl Wilhelm Ferdinand betraute gegen Ende des 18. Jahrhunderts Ernst Wilhelm Gottlieb Kircher mit der Leitung einer Druckerei. Er erhielt ein jährliches Gehalt von 400 Talern. Diese Druckerei hatte der Marquis de Maisonfort unter der Bezeichnung „Französische Buchdruckerei“ gegründet. Deren eigentlicher Zweck war es, der französischen Revolution entgegenzuwirken und diese durch das gedruckte Wort zu bekämpfen. Dadurch sollten die sogenannten Emigrierten gefördert werden. Als Kircher 1799 wieder nach Goslar ging, wechselte die Führung des Unternehmens mehrmals. 1802 erwarb sie der aus Sankt Petersburg stammende Alexander Plüchart (1777–1827). Nach dessen Tod wurde sie in Einzelposten an Friedrich Vieweg, Johann Heinrich Meyer und die Druckerei Schweiger & Pick in Celle verkauft.

## Bruhn, Appelhans und Pfenningstorff
Moritz Bruhn hatte 1851 den Verlag C. A. Schwetschke & Sohn erworben und diesen 1. September 1852 nach Braunschweig verlegt. Eigentlich war er  Buchhändler in Schleswig und musste nach dem Ausbruch des ersten Dänischen Krieges und der verlorenen Schlacht bei Idstedt (25. Juli 1850) aus seiner Heimat fliehen und seinen Besitz zurücklassen. Nach seinem Umzug von Halle nach Braunschweig errichtete Bruhn in der Dammstraße Nr. 217, 218 eine Buchdruckerei, die anfänglich mit einigen Handpressen und einer Druckmaschine arbeitete. Später wurden die Handpressen aufgegeben und zwei weitere Maschinen angeschafft. F. Jacobsen, ein Freund Bruhns, der mit an der Spitze des Freiheitskampfes gestanden hatte, beteiligte an Leitung des Geschäfts, ging jedoch 1866 zurück nach Schleswig-Holstein. 1869 übertrug Bruhn die Druckerei „M. Bruhn“ an seinen Sohn Harald Bruhn (1841–1900) und zog 1872 nach Wiesbaden und schließlich nach Hannover. Harald Bruhn verkaufte zunächst das Grundstück an den Gastwirt Julius Behnecke und verlegte sein Geschäft in die Celler Straße nahe dem Kreuzkloster. Im Jahr 1885 verkaufte er die Druckerei an die Buchhändler „Wiegand und Appelhans“ die eine weitere Maschine anschafften und auf Dampfbetrieb umstellten. 1887 verließ Wiegand die Firma und Eugen Appelhans (um 1857 – 1907) wurde Alleineigentümer. Er machte 1889 seinen Prokuristen Fritz Pfenningstorff zum Teilhaber und richtete eine Stereotypengießerei ein.

## Hofbuchdruckerei Julius Krampe

Kalender für das Jahr 1901 von Hofdrucker Julius Krampe

Johann Jacob Kolb (1746 – 6. Februar 1803) besaß um 1789 eine kleine Druckerei und bezeichnete sich selbst als Logen-Drucker, da er sich auf freimaurerische Schriften spezialisiert hatte. Nach seinem Tod führte sein Schwiegersohn Johann Friedrich Krampe († 1845) die Druckerei weiter. Von ihm übernahm sie der Sohn Eduard Krampe, der sie als Hofbuchdrucker leitete. Am 1. September 1865 gründete er das Braunschweiger Tageblatt und 1867 verkaufte an Albert Zepernick, der sie wiederum mit der Druckerei „Firma Neuhoff u. Co.“ von dessen Neffen Julius Krampe zusammenführte, der am 1. Januar 1868 zum Hofbuchdrucker ernannt, 1869 alleiniger Besitzer wurde und sie als „Hof-Buchdruckerei Julius Krampe“ bis zum 31. Dezember 1882 allen führte. 1876 erwarb er das Nachbargrundstück Nr. 31 und im Juli 1880 betrieb er, als erster in Braunschweig, Rundmaschinen und richtete eine Stereotypie ein. Am 1. Januar 1883 trat sein Schwiegersohn Fritz Geibel als Teilhaber ein. Um 1890 gab es 2 Rundmaschinen, 7 normale Maschinen, 3 Handpressen, 1 Germania-Presse. Beschäftigt wurden 1 Faktor, 1 Korrektor, 30 Setzer, 8 Setzerlehrlinge, 1 Oberdrucker, 3 Drucker, 3 Druckerlehrlinge, 2 Gießer, 4 Buchbinder, 10 weibliche und 5 männliche Hilfsarbeiter.

## Weitere bekannte Buchdrucker
- Andreas Kolwald (24. Dezember 1609 – 1659), kurzzeitig 1626 in Braunschweig aktiv, danach ging er nach Halberstadt.[14]
- Heinrich Keßler betrieb von 1699 bis 1715 oder 1718 die ehemalige Dunckersche Druckerei, die anschließend an Arnold Jacob Keitel († um 1742) kam und über dessen Witwe und Erben noch bis 1763 als „Keitelsche Buchdruckerei“ existierte.
- Johann Philipp Ernst Weitlein war von 1733 bis 1739 Herzoglich privilegierter Buchdrucker in Braunschweig. Arnold Jacob Keitel versuchte im Anschluss, dessen Privilegien zu übernehmen, das Gesuch wurde jedoch am 13. August 1739 zurückgewiesen.
- Carl (oder Karl) Reichard (6. April 1768 – 21. März 1837) war ab 1790 Besitzer einer Kupferdruckerei, die er 1791 mit Privileg durch Herzog Karl Wilhelm Ferdinand um eine Notendruckerei erweiterte und der er 1797 eine Buchdruckerei hinzufügte. Der Betrieb wurde von seinem Sohn Karl Friedrich Wilhelm Reichard weitergeführt. Im Jahr 1818 erfand er eine eigene Art der Stereotypie.[7] 1840 wurde die Druckerei von Friedrich Martin Meinicke erworben und wurde 1881 von Hans Oeding übernommen. Seit 1883 wurde das Unternehmen unter dem Namen Oeding fortgeführt. Ernst August Oeding war später der Besitzer. Die Oeding print GmbH produziert noch immer in Braunschweig.[15]
- Friedrich Otto († 1862), der als Faktor für Friedrich Viewegs Verlag gearbeitet hatte, gründete 1834 eine eigene Druckerei, in der er die Mitternacht-Zeitung (= Mitternachtblatt für gebildete Stände) druckte. 1860 stellte er seine Tätigkeit ein und Versteigerte das Inventar. Einen Teil davon erwarb Theodor Ehbrecht, um in der Beckenwerkerstraße Nr. 10 eine Druckerei zu betreiben, jedoch hatte er wenig Erfolg und ging 1862 in Konkurs.
- Johann Heinrich Theodor Sievers (1810–1889) gründete 1845 gemeinsam mit dem aus Gifhorn stammenden Heinrich Meinecke († 1849) eine Druckerei. Von Oktober 1849 bis 1855 war er dort als Drucker tätig. Bekannt wurde er als Redakteur und Verleger der radikaldemokratischen Zeitung Blätter der Zeit. Bis 1862 gab es nur Handpressen in der Druckerei. 1870 Druckte er ein Flugblatt für die Sozialdemokratische Arbeiterpartei, woraufhin er ebenso wie der Verleger Wilhelm Bracke verhaftet und in Ketten gefesselt in die Festung Boyen bei Lötzen verbracht wurde. Die Druckerei wurde geschlossen und Sievers kam als letzter der verhafteten im Zuge der „Lötzener Kettenaffaire“ im Dezember des Jahres frei. Das Verfahren wegen Hochverrats gegen ihn wurde im März 1871 eingestellt, nachdem auch Friedrich Engels seine Empörung gegen die Inhaftierung bekundet hatte. Trotzdem musste die Druckerei wegen Zahlungsschwierigkeiten versteigert werden. Der mit Sievers befreundete Braunschweiger Bankier Ebeling erwarb sie und ließ diese bis 1873 von ihm leiten. Sie wurde danach an die Buchdrucker Hugo Mundschwitz und Karl Niebäcker verkauft und als Sievers & Co. Nachf. weitergeführt.
- Albert Himstedt betrieb von Ostern 1882 bis 1887 eine Buchdruckerei und Prägeanstalt und Martin Mehl gründete im Frühjahr 1885 eine Druckerei, die er wegen Zahlungsunfähigkeit im Sommer 1889 Versteigern musste.[16]
- Der Schriftsetzer Albert Limbach und der Drucker und Stereotypengießer Albert Berglein eröffneten am 1. Juli 1865 die „Druckerei Berglein und Limbach“ in der Stobenstraße 14. Hier druckten sie kurzzeitig 1867 die Zeitung Die Reform. Berglein verließ zum 1. Juli 1870 das Unternehmen und gründete eine Papierhandlung. Im März 1877 zog das Unternehmen Limbachs in die Leopoldstraße Nr. 13 um und er nahm kurz darauf den Kaufmann Otto Damm als Teilhaber auf. Am 1. Dezember 1880 wurde unter Damms Leitung die Braunschweigische Landeszeitung und seit dem 7. November 1886 auch der Braunschweiger Stadtanzeiger gedruckt, was am 10. November 1887 einen erneuten Umzug in den Neubau am Hutfiltern Nr. 8 zur Folge hatte. Dort zierten die in Nischen angebrachten Standbilder von Johannes Gutenberg und Friedrich Koenig das Gebäude. Nach Damms Tod wurde am 5. Mai 1889 der Kaufmann Adolf Bodenburg Limbachs Teilhaber.
- 1867 wurde im Haus Alte Waage Nr. 1 von den Kaufleuten Hahn und Simon eine Dütenfabrik eingerichtet, die mit zwei Holzpressen ausgestattet war. Hahn trat 1869 aus und der Kaufmann Bertram trat an seine Stelle. Die Firma „Bertram und Simon“ verlegte sich auf den Druck von Geschäftsbüchern und verlegte die Herstellung in eine neue Druckerei in der Südstraße Nr. 31 und von dort schließlich in das Lustsche Haus am Gieseler. 1875 kam es zur Zwangsversteigerung und der Kaufmann C. Lust erwarb es. Er verkaufte, da er selbst kein Drucker war, zunächst drei der vier Maschinen und schließlich die Reste der Druckerei am 1. Dezember 1885 an den Kaufmann Georg Wolff. Dieser beschäftigte um 1890 7 Setzer, 3 Setzerlehrlinge, 2 Drucker, 1 Buchbinder und 2 Hilfsarbeiterinnen an einer Druckmaschine und 3 Liberty-Pressen und druckte die zweimal wöchentlich erschienenen  Braunschweiger Nachrichten.
- „August Vogel u. Co“ ging aus einer 1871 von Wilhelm Bracke zum Zweck der Verbreitung des Tageszeitung Braunschweiger Volksfreund gegründeten Druckerei hervor. Bracke ließ dort bis zum Erlass des Sozialistengesetzes zahlreiche politische und anderer Schriften drucken. Das Gesetz wurde unterdrückte die Herausgabe des Blattes und der sozialistischen Texte. Daher verkaufte er den Betrieb an seine vier Mitarbeiter Robert Bauer, August Günther, Hermann Tanz und August Vogel, die seit dem 1. April 1880 übernahmen sie die Leitung und fertigten dreimal wöchentlich das Braunschweiger Unterhaltungsblatt sowie wöchentlich das Vereinsblatt für Bauarbeiter etc. Um 1890 waren dort inklusive der drei Mitbesitzer: 6 Setzer, 2 Setzerlehrlinge, 1 Drucker, 1 Druckerlehrling, 1 weiblicher und 1 männlicher Hilfsarbeiter an zwei dampfbetriebenen Maschinen.
- Die Druckerei „Meyer und Papenberg“ wurde am 1. Mai 1873 von dem Drucker Albert Papenberg (6. August 1878) und dem Setzer Wilhelm Meyer gegründet. ab 1874 wurde hier Braunschweiger Morgenzeitung gedruckt. Unter anderem wurden hier 1876 das Programm zu dem am 15., 16. und 17. Juli 1876 in Braunschweig stattfindenden Gesangfeste der vereinigten Norddeutschen Liedertafeln und 1877 für Max Jüdels Braunschweiger Eisenbahnsignal-Bauanstalt die Schrift Die centrale Signal- und Weichenstellung mit Beschreibung des Hebel-Apparts, System Rüppell, Patent Büssing gedruckt.
- Es gab zahlreiche Drucker in Braunschweig, darunter Adolph Kircher (ab 1. Oktober 1880), Eduard Rink (zunächst 1875 Steindrucker am Wollmarkt 16, später Poststraße 6, ab 1880 Buchdrucker), Gebrüder August und Wilhelm Schlegel (1879 Schuhstraße 33, dann Stobenstraße 10), Friedrich Bosse betrieb ab 1. Oktober 1885 eine Akzidenzdruckerei (anfangs in der Gördelingerstraße Nr. 48, danach Steinstraße Nr. 2), und weitere.

## Druckwerke (Auswahl)
- Sendschreiben des Rates vom 30. August 1505 betr. die Begnadung der Stadt mit zwei Jahrmärkten durch König Maximilian I. nebst Bestätigung durch Herzog Heinrich d. Ä. von Braunschweig vom 29. August 1505. Hans Dorn, Braunschweig 1505, doi:10.17879/42079738177.
- Nicodemus Frischlin, Melchior Neofanius: Elegien auf den Tod des Herzogs Julius. 3. Mai 1589.
- Kurtzer und notwendiger Bericht, wie man sich in der itzigen geschwinden eingefallenen Pest praeserviren und curieren sol. Daniel Pyring, Braunschweig 1597 (diglib.hab.de).
- Thesaurus homagialis, das ist, warhafftiger Abdruck denen in Sachen Braunschweig contra Braunschweig mandati sine clausulæ der Stadt Huldigung betreffendt am Cammergericht verübter Acten und producirter Kays. Königl., Chur und Fürstl. auch anderer brieflicher Urkunden. Andreas Duncker, Braunschweig 1610 (babel.hathitrust.org).
- Johann Heinrich Meyer: Journal für Buchdruckerkunst, Schriftgießerei und verwandte Fächer. Braunschweig / Berlin, 1834–1919.
- Heinrich Meyer (Hrsg.): Gutenbergs-Album. Johann Heinrich Meyer, Braunschweig 1840 (digitale-sammlungen.de).
- Ludwig Geiger: Zeitschrift für die Geschichte der Juden in Deutschland. 5 Bände, Schwetschke, Braunschweig 1887–1890.

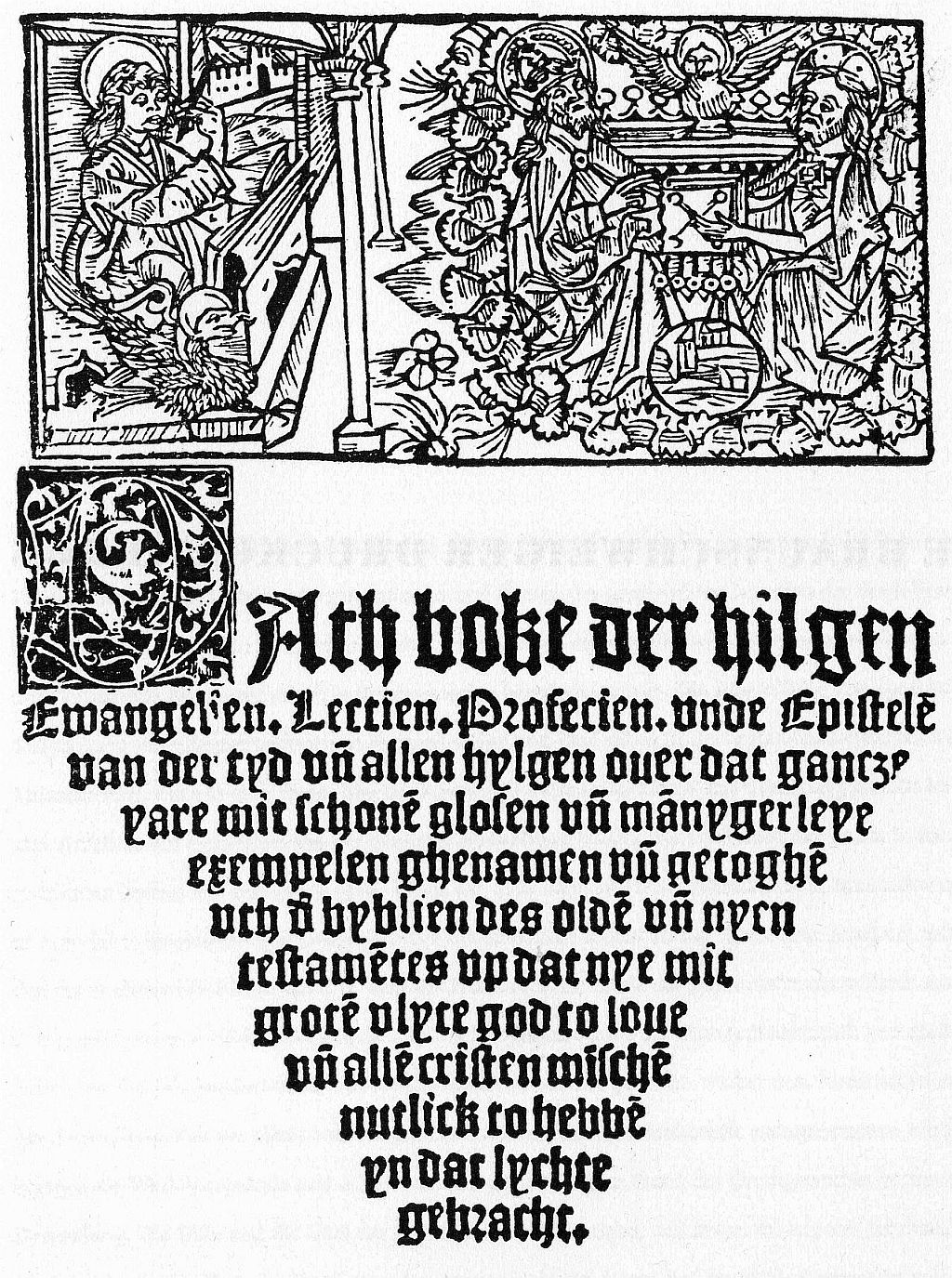
Hans Dorn: Dath Boke der hilgen Ewangelien. 1506
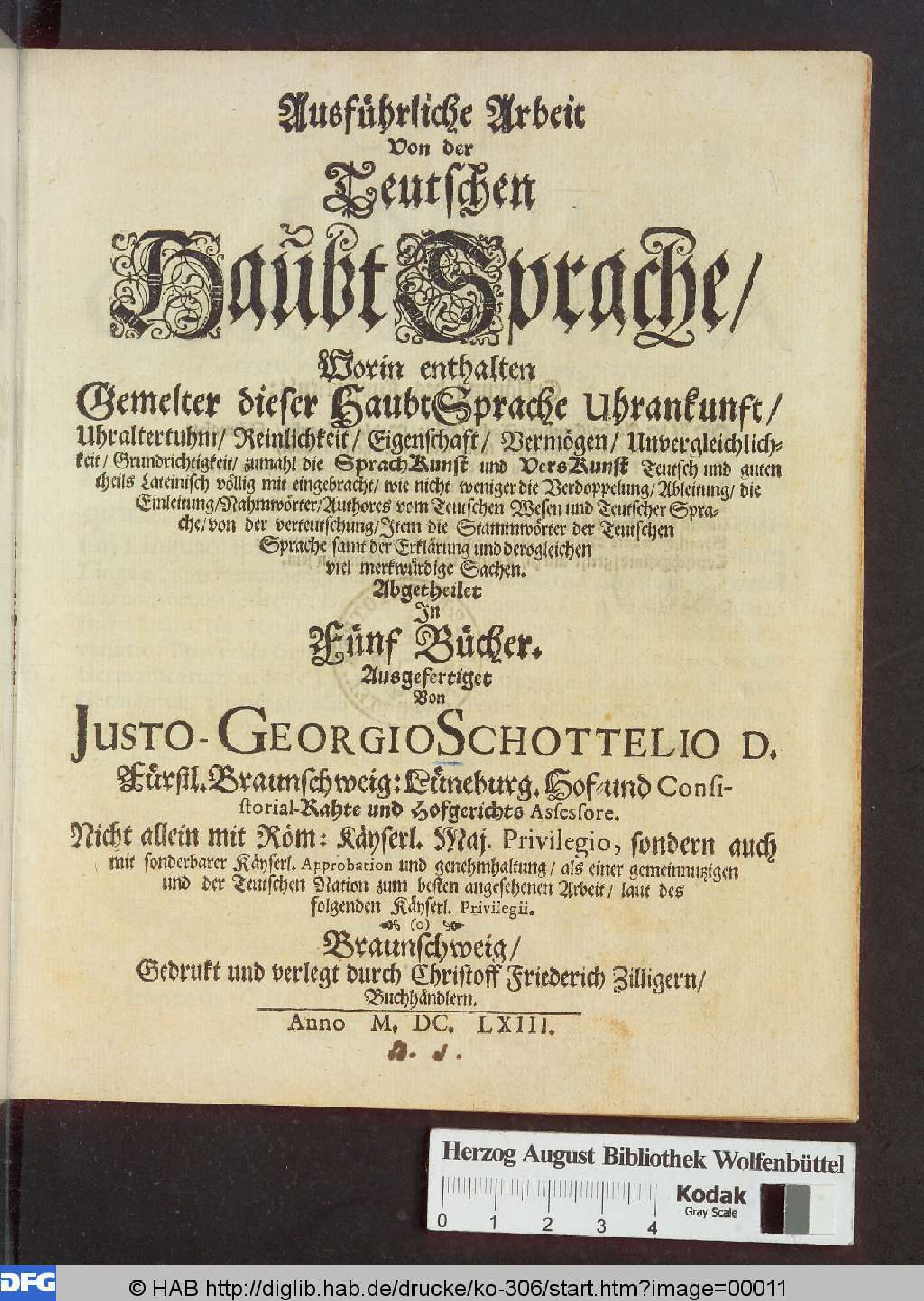
J. G. Schottel: Ausführliche Arbeit von der Teutschen Haubt-Sprache…. Chr. Fr. Zilliger 1663
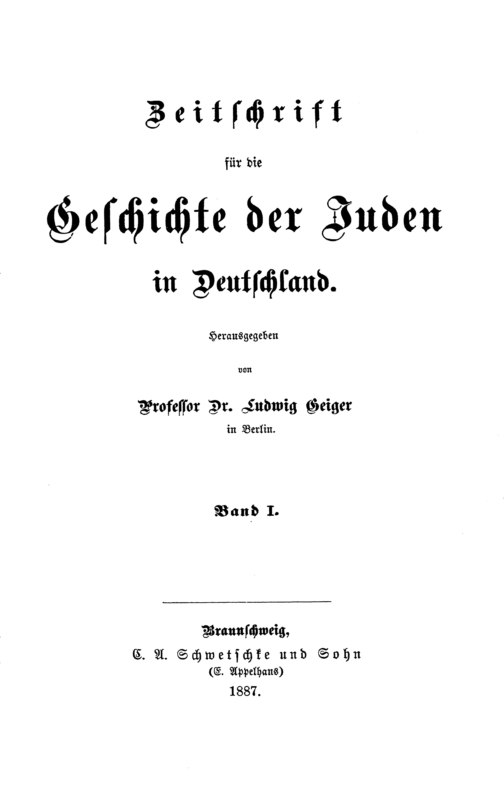
Ludwig Geiger: Zeitschrift für die Geschichte der Juden in Deutschland. 1887

## Ausstellungen (Auswahl)
- Februar 1958: 450 Jahre Braunschweiger Druckgewerbe Ausstellung im Städtischen Museum Braunschweig.[17]
- 12. August bis 31. Oktober 1985: Der Buchdruck in der Stadt Braunschweig vor 1671 Ausstellung der Stadtbibliothek und des Stadtarchivs Braunschweig aus Anlass der Landesausstellung Niedersachsen 1985 „Stadt im Wandel“.[18]